# HD 59640
HD 59640 är en vit stjärna i huvudserien i Flygfiskens stjärnbild..
Stjärnan har visuell magnitud +6,48 och befinner sig därför på gränsen till vad som är synligt för blotta ögat vid mycket god seeing.